# Souroubea verrucosa
Souroubea verrucosa là một loài thực vật có hoa trong họ Marcgraviaceae. Loài này được Schery miêu tả khoa học đầu tiên..